# Projet pilote
Un pilote ou projet pilote est une étude préliminaire à petite échelle menée afin de déterminer la faisabilité, le temps, le coût, les risques et le plan avant de mener un projet similaire à plus grande échelle, voire une mise sur le marché.
Dans le cas de projets de grande ampleur ou grande taille, le projet pilote vient après le prototype destiné à « tester l'idée ». Il peut éventuellement être précédé d'un « démonstrateur », modèle en vraie grandeur et plus robuste, destiné à simuler les contraintes qui seraient encore susceptibles de « tuer l'idée ». Il peut être suivi d'une présérie.